# Koorbitales Objekt
Ein koorbitales Objekt oder koorbitaler Begleiter ist ein Himmelskörper, der sich in derselben oder einer sehr ähnlichen Umlaufbahn um einen Zentralkörper wie ein zweiter größerer Himmelskörper befindet. Aufgrund ihrer sehr ähnlichen Umlaufbahn haben beide die gleiche mittlere Umlaufdauer um den Zentralkörper. Koorbitale Objekte befinden sich in gravitativer Wechselwirkung mit dem größeren Himmelskörper, in dessen Umlaufbahn sie sich befinden, und sind aufgrund derselben mittleren Umlaufdauer in einer sogenannten 1:1-Resonanz. Das bedeutet, dass derartige Umlaufbahnen nur unter bestimmten Voraussetzungen stabil sind, von denen im Normalfall die wesentlichste ist, dass der koorbitale Begleiter eine im Verhältnis zum größeren Körper verschwindend kleine Masse hat (sogenanntes eingeschränktes Dreikörperproblem).

## Trojaner
Die bekanntesten koorbitalen Begleiter sind die Trojaner des Jupiters. Man entdeckte sie erstmals in seinen Lagrangepunkten L4 und L5 (welche sich in der Bahn eines Himmelskörpers 60° vor bzw. hinter ihm befinden). Der erste entdeckte Trojaner war Achilles. Später fand man auch in den Lagrangepunkten anderer Planeten und sogar von Monden trojanische Begleiter (siehe Trojaner-Mond).
2010 wurde erstmals ein Erd-Trojaner ((706765) TK7, im Lagrangepunkt L4) entdeckt.

## Begleiter auf Hufeisenumlaufbahnen
Eine weitere Gruppe von koorbitalen Objekten laufen auf Hufeisenumlaufbahnen innerhalb der Umlaufbahn des größeren Himmelskörpers mit ihm zusammen um das Zentralgestirn. Die koorbitalen Begleiter beschreiben aus Sicht des größeren Körpers einen großen Bogen, den sie periodisch vor und zurück schwingen. Die Form des Bogens erinnert an ein Hufeisen, daher der Name Hufeisenumlaufbahn. Vom ruhenden Bezugssystem (Inertialsystem) aus betrachtet beschreiben sie jedoch nach wie vor ellipsenförmige Umlaufbahnen. Bislang sind erst wenige Objekte auf Hufeisenbahnen bekannt. Eines der bemerkenswertesten ist der Asteroid 2002 AA29 (ein Objekt mit nicht einmal 100 m Durchmesser), der ein koorbitaler Begleiter der Erde ist. Ähnlich verhält sich (419624) 2010 SO16 zur Erde.
Eine weitere Art koorbitaler Objekte auf sehr ungewöhnlichen Hufeisenbahnen sind die kleinen, fast gleich großen Saturnmonde Janus und Epimetheus, die als koorbitale Monde auf sehr ähnlichen Umlaufbahnen den Saturn umlaufen und sich alle vier Jahre sehr nahe kommen und ihre Umlaufbahnen tauschen.
Der Übergang von einem Trojaner zu einer gewöhnlichen Hufeisenbahn ist fließend: Wenn der Abstand eines Trojaners zum L4- oder L5-Punkt zu groß ist, dann wird er einmal auf der Umlaufbahn den dem größeren Himmelskörper entgegengesetzten Punkt bei L3 überschreiten und dann in Richtung des anderen Lagrange-Punktes wandern und somit in einem großen Bogen vor und zurück schwingen.

## Quasisatelliten
Einen kleineren Himmelskörper, der relativ weit entfernt den größeren Himmelskörper umrundet, und zwar innerhalb einer Umlaufdauer des größeren Körpers um das Zentralgestirn, nennt man Quasisatellit. Quasisatelliten stehen hauptsächlich unter den Gravitationseinfluss des Zentralkörpers, den beide umlaufen, und nicht wie ein Mond unter dem hauptsächlichen Gravitationseinfluss des Planeten. Dies ist in etwa analog zu zwei Autos auf einer Autobahn, die nebeneinander mit gleicher Geschwindigkeit fahren und sich wechselseitig überholen, jedoch nicht fest aneinander gebunden sind. Ein Quasisatellit der Erde war in den Jahren von 1996 bis 2006 der kleine Asteroid 2003 YN107, der seitdem wieder wie zuvor eine Hufeisenumlaufbahn entlang der Erdbahn beschreibt.